# Bok (cráter marciano)
Bok es un cráter situado en el cuadrángulo Oxia Palus de Marte, ubicado a 20.8° norte y 31.7° oeste. Tiene un diámetro de 7.1 km y recibió en 1976 el nombre de una ciudad de Nueva Guinea.

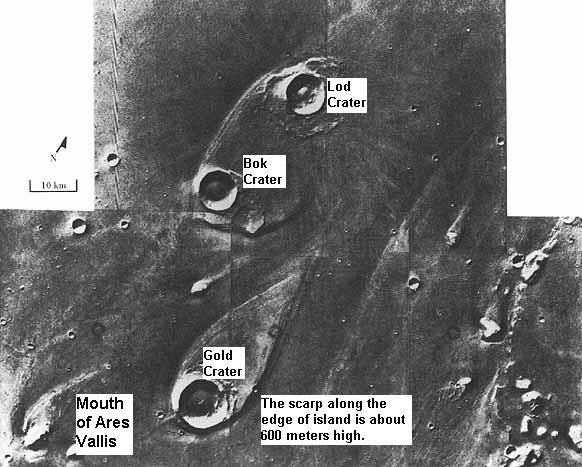
Islas con forma de lágrima causadas por las aguas de inundación de Maja Vallis, según las imágenes captadas por el Orbitador Viking. Las islas están formadas por los materiales eyectados de los cráteres Lod, Bok y Gold.

Este pequeño cráter es conocido por mostrar pruebas claras de que fue afectado por las inundaciones de agua que formaron el Maja Valles en Marte.